# مارغريت كوزينز
مارغريت كوزينز (بالإنجليزية: Margaret Cousins)‏ هي كاتِبة أمريكية، ولدت في 26 يناير 1905، وتوفيت في 30 يوليو 1996.